# Autoportrait au tournesol
Pour les articles homonymes, voir Autoportrait (homonymie).
L'Autoportrait au tournesol est un tableau du peintre Antoine van Dyck réalisé entre 1632 et 1633.
Dans cet autoportrait, Antoine Van Dyck s'est représenté face à un grand tournesol qui est tourné vers lui, tandis que lui-même, par-dessus l’épaule, tourne son regard vers le spectateur, en montrant d'une main le tournesol et de l’autre soulevant la chaîne d’or qui lui avait été remise par le roi d'Angleterre Charles Ier d'Angleterre pour avoir réalisé le portrait de l’Infante Isabelle. Le tournesol, quant à lui, symbolise la relation entre le peintre et le roi, cette fleur étant généralement l'emblème du patronage royal.
Van Dyck s'est largement inspiré de son autoportrait pour réaliser un portrait de son ami, le naturaliste et astrologue Kenelm Digby. Cette œuvre est actuellement conservée dans une collection privée.